# ناحیه هارمون (شهرستان واشینگتن، آرکانزاس)
ناحیه هارمون، شهرستان واشینگتن، آرکانزاس (به انگلیسی: Harmon Township) یک منطقهٔ مسکونی در ایالات متحده آمریکا است که در شهرستان واشینگتن، آرکانزاس واقع شده‌است. ناحیه هارمون ۱٬۳۹۴ نفر جمعیت دارد و ۳۸۸ متر بالاتر از سطح دریا واقع شده‌است.